# (6325) 1991 EA1
(6325) 1991 EA1 là một tiểu hành tinh vành đai chính. Nó được phát hiện ở Yorii Observatory bởi Masaru Arai và Hiroshi Mori ngày 14 tháng 3 năm 1991.